# Alois Koráb
Alois Koráb (2. července 1874 Rychnov nad Kněžnou – 7. ledna 1940 České Budějovice) byl český právník, básník a překladatel.

## Život
Narodil se v rodině Julia Korába, gymnaziálního profesora v Rychnově n. K. (1844–1890) a Flory Korábové-Pádovcové. 26. 7. 1899 se oženil s Marií Radovou (1873).
V letech 1893–1898 vystudoval Právnickou fakultu na německé Karlo-Ferdinandově univerzitě v Praze. Působil jako soudce, nejdříve v Praze, od r. 1905 ve Dvoře Králové nad Labem, od r. 1912 v Trhových Svinech a od poloviny 20. let v Českých Budějovicích, kde se stal vrchním soudním radou zemského soudu.
Alois Koráb byl lyrik, fejetonista a povídkář, literární, divadelní a hudební referent, překladatel básní a textů písní, autor četných proslovů k národním, sokolským a menšinovým slavnostem. Byl spoluzakladatelem časopisu Nový život. Používal pseudonym Julius Alois Koráb.

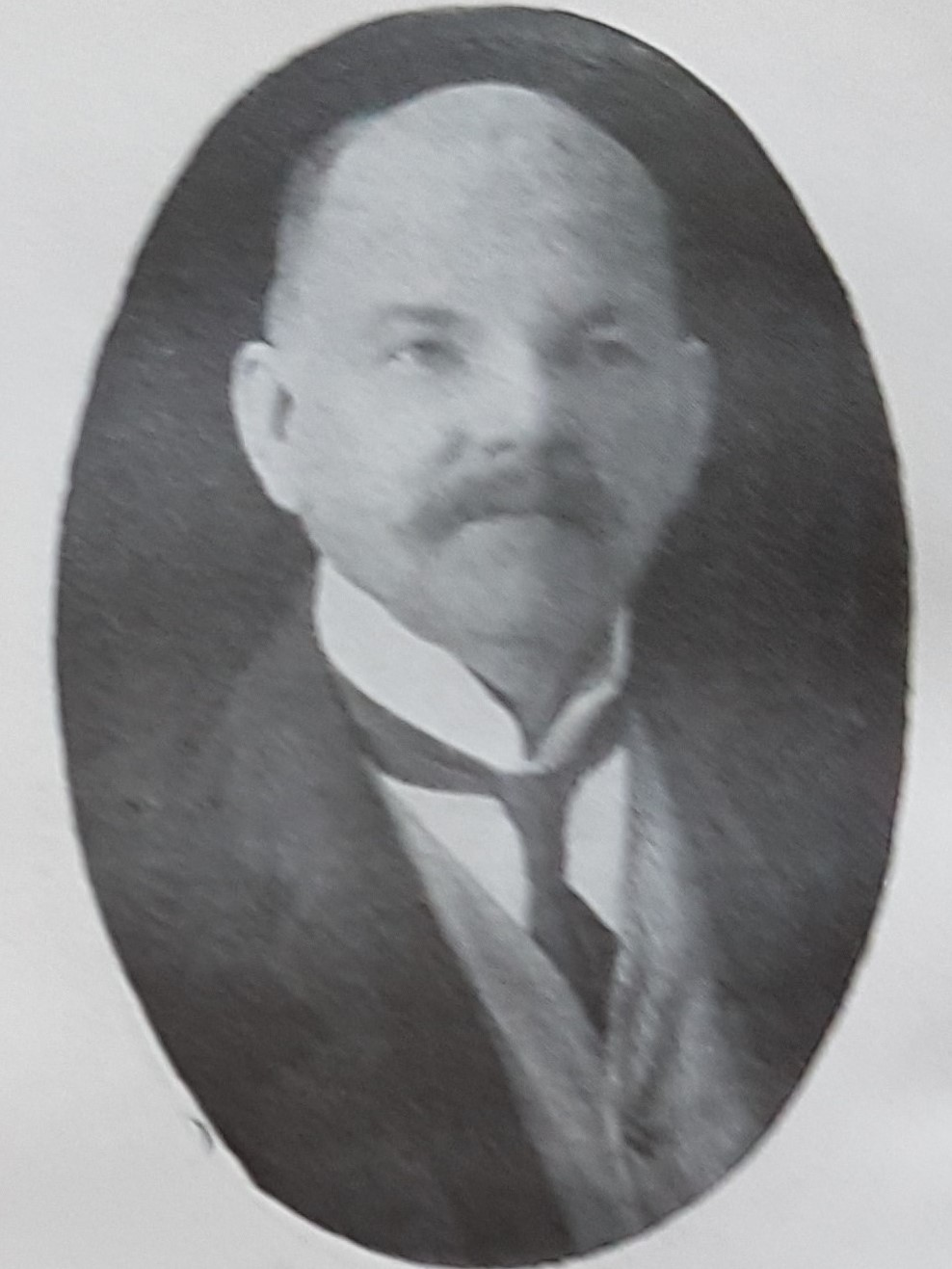
Starší portrét Aloise Korába

V Českých Budějovicích bydlel na adrese Knappova 6.

## Dílo

### Básně
- Trosky mých snů: kniha prvotin (1894–1896) – Praha: vlastním nákladem, 1896
- Tišiny – in: Meditace: čtvrtletník pro umění a filosofii – Praha: Alois Wiesner, 1911
- Trocnov – České Budějovice: Jan Svátek, 1920
- Janu Amosu Komenskému – in: Za Komenským: kázání pod širým nebem – Alexandr Batěk. Břevnov: vlastním nákladem, 1920
- Tryzna za Dr. Rašína – České Budějovice: Jihočeské Národní divadlo, 1923

### Překlady
- Výbor z básní Hugona Saluse: z němčiny. České Budějovice: J. Svátek, 1918[5]

### Jiné
- Proslov k otevření Národního domu v Nových Hradech – Nové Hrady: Svornost, 1923